# Lý An (nhà Minh)
Lý An (chữ Hán, 李安) là một võ tướng thời nhà Minh, tước An Bình bá. Lý An từng tham gia viễn chinh Đại Việt, sau khi bị quân Lam Sơn đánh bại, được tha về nước.

## Hành trạng
Lý An người huyện Hoài Viễn, phủ Phụng Dương, Nam Kinh (hay thuộc huyện Hoài Viễn, tỉnh An Huy, Trung Quốc). Cha là Lý Viễn, một võ tướng nhà Minh dưới thời Minh Thành Tổ.
Lý An kế thừa tước vị của cha, làm võ tướng nhà Minh. Khi quân Minh bắt đầu viễn chinh Đại Việt, Lý An có lẽ cũng theo sang, từng làm phụ tá cho Phong Thành hầu Lý Bân và Binh bộ Thượng thư Trần Hiệp. Tháng 2 năm Nhâm Dần (1422), Lý Bân mất vì bệnh, An Bình bá Lý An lên thay, cùng với Vinh Xương bá Trần Trí và Đô đốc Phương Chính chỉ huy quân Minh tại Đại Việt. Theo Minh sử, đến năm Hồng Hy nguyên niên (1425), Lý An được bổ làm Giao Chỉ tham tướng.
Tuy nhiên, vào thời điểm này, quân Lam Sơn đã phát triển mạnh mẽ, từng bước đánh bại quân Minh trên lãnh thổ Đại Việt. Năm 1424, quân Lam Sơn tiến vào Nghệ An, đánh bại quân của Trần Trí, vây khốn thành Nghệ An. Tháng 4 (âm lịch), Lý An chỉ huy quân thủy, cùng Phương Chính mang quân từ thành Đông Quan vào cứu Trần Trí ở Nghệ An. Quân Lam Sơn dùng kế phục kích, nhử quân Minh đến sông Độ Gia phá tan. Trần Trí chạy về Đông Quan, còn An và Chính lại chạy vào thành Nghệ An.
Tháng 8 (âl) năm 1426, quân tinh nhuệ Lam Sơn tiến ra Bắc, uy hiếp thành Đông Quan. Quân Minh cứu viện từ Vân Nam do Vương An Lão chỉ huy kéo sang, nhưng bị Phạm Văn Xảo phá tan. An Lão chạy về cố thủ ở thành Tam Giang. Trần Trí thấy mất viện binh bèn cầu viện Lý An ở Nghệ An. Tháng 9 (âl), Lý An cùng Phương Chính mang quân vượt biển ra cứu Đông Quan, chỉ để Thái Phúc ở lại giữ thành Nghệ An.
Tuy vậy, tình hình quân Minh vẫn không sáng sủa. Cũng trong tháng 9, nhà Minh sai Thành Sơn hầu Vương Thông mang quân tiếp viện sang nắm quyền Tổng binh. Lý An bị giáng chức xuống làm Sự quan, cho phép lập công cuộc tội.
Dù vậy, thế thua của quân Minh vẫn không cản được. Tháng 10 (âl), quân Minh thua to ở trận Tốt Động – Chúc Động, mất 2, 3 vạn quân, tán quân vụ Trần Hiệp và nội quan Lý Lượng bị tử trận, chính Vương Thông cũng bị thương, phải rút về thành Đông Quan cố thủ. Tháng 9 (âl) năm 1427, viện binh quân Minh chia làm 2 đạo do Liễu Thăng và Mộc Thạnh chỉ huy tới Đại Việt. Đạo của Liễu Thăng bị đánh tan trong trận Chi Lăng - Xương Giang. Đạo của Mộc Thạnh bị đánh bại dưới tay Trịnh Khả và Phạm Văn Xảo. Vương Thông biết viện binh bị diệt, không còn hy vọng cố thủ, đành lại xin hòa. Tháng 11 (âl) năm 1427, Tổng binh Vương Thông cùng các tướng lĩnh nhà Minh (trong đó có cả Lý An) tham dự Hội thề Đông Quan cùng với Bình Định vương Lê Lợi, hẹn ngày rút về.
Sau khi về nước, Vương Thông cùng các tướng lĩnh bại trận bị triều đình nhà Minh đàn hặc. Lý An bị hạ ngục, tịch thu gia sản, sau bị lưu đày. Khi Minh Anh Tông lên ngôi, Lý An mới được phục hồi, phong làm Đô đốc thiêm sự, sau thăng Đô đốc đồng tri, đảm nhậm Tổng binh, trấn thủ Tùng Phan. Năm Chính Thống thứ 6 (1442), làm phó tướng cho Định Tây bá Tương Quý chinh phạt quân Mạnh Mẫu. Ra quân khinh suất bị hao binh tổn tướng, Lý An bị triều đình xét tội hạ ngục, sau chết trong ngục. Được truy phong Đô chỉ huy đồng tri.